# Caradrina occidentalis
Caradrina occidentalis är en fjärilsart som beskrevs av Charles Oberthür 1923. Caradrina occidentalis ingår i släktet Caradrina och familjen nattflyn. Inga underarter finns listade i Catalogue of Life.